# Micrixalus narainensis
Micrixalus narainensis és una espècie de granota que viu a l'Índia.